# ایزدآباد (ملک‌آباد)
ایزدآباد روستایی در دهستان ملک‌آباد بخش گلستان شهرستان سیرجان استان کرمان ایران است.

## جمعیت
بر پایه سرشماری عمومی نفوس و مسکن در سال ۱۳۹۵ جمعیت این مکان ۱٬۴۵۲ نفر (۳۸۳خانوار) بوده‌است.